# Малий Осолник
Малий Осолник (словен. Mali Osolnik) — поселення в общині Велике Лаще, Осреднєсловенський регіон, Словенія. 
Висота над рівнем моря: 568,8 м.